# Sozopoli (Kallikratia)
Sozopoli ist ein Küstendorf im Regionalbezirk Chalkidiki in der Region Zentralmakedonien und gehört verwaltungsmäßig zur Gemeinde Nea Propontida, mit 440 Einwohnern (Volkszählung 2021). Die Einwohner stammen ursprünglich aus Sozopol in Nordthrakien und sind heute hauptsächlich im Tourismussektor tätig. Die Strände der Siedlung ziehen jährlich viele Besucher an. In 6 Kilometern Entfernung von Nea Kallikrateia liegt die byzantinische Siedlung Veria, der Hafen des heutigen Sozopoli.

## Verwaltungsgeschichte
Im Jahr 2025 wurde Sozopoli als eigenständige kommunale Gemeinde anerkannt, unabhängig von der Gemeinde Nea Silata, zu der es zuvor gehörte. Diese Entscheidung wurde aufgrund der bedeutenden historischen Bedeutung der Siedlung getroffen.

## Bevölkerungsentwicklung
Die Einwohnerzahl von Sozopoli schwankt je nach Jahreszeit erheblich. Während der Sommermonate beherbergt der Ort zahlreiche Urlauber aus ganz Griechenland (insbesondere aus der Region Thessaloniki) sowie aus dem Ausland.
| Jahr      | 1920  | 1928  | 1940  | 1951  | 1961  | 1971  | 1981  | 1991   | 2001   | 2011   | 2021  |
| --------- | ----- | ----- | ----- | ----- | ----- | ----- | ----- | ------ | ------ | ------ | ----- |
| Einwohner | 8     | 53    | 240   | 227   | 234   | 125   | 215   | 308    | 496    | 537    | 440   |
| Quellen   | [ 3 ] | [ 4 ] | [ 5 ] | [ 6 ] | [ 7 ] | [ 8 ] | [ 9 ] | [ 10 ] | [ 11 ] | [ 12 ] | [ 1 ] |

## Geographie
Sozopoli liegt auf etwa 20 Metern Höhe über dem Meeresspiegel und befindet sich bei den Koordinaten 40°16′41″ nördlicher Breite und 23°08′57″ östlicher Länge. Die Region zeichnet sich durch ausgedehnte Strände aus. Der Hauptstrand von Sozopoli ist über 3,5 Kilometer lang und wird jährlich mit der Blauen Flagge ausgezeichnet. Der Strand hat flaches Wasser und einen sandigen Meeresboden, was ihn besonders familienfreundlich macht. Sozopoli liegt etwa 6 km von Nea Kallikrateia und 38 km vom Flughafen Thessaloniki entfernt. Der Ort ist gut über das Straßennetz erreichbar, was zur touristischen Entwicklung beiträgt. Sozopoli grenzt im Süden an Nea Silata und im Nordosten an Nea Kallikrateia.

## Historisches und kulturelles Erbe
Der frühere Name der Siedlung war „Serviko Metochi“, sie wurde 1948 in Sozopoli umbenannt. Die heutigen Bewohner stammen hauptsächlich von thrakischen Flüchtlingen ab, insbesondere aus Sozopol in Nordthrakien (Ostrumelien im heutigen Bulgarien), aber auch aus anderen alten griechischen Küstenregionen am Schwarzen Meer wie Anchialos und Burgas. Sozopol am Schwarzen Meer war die Weiterentwicklung der antiken Stadt Apollonia, einer florierenden Kolonie der Ionier aus Milet im 7. Jahrhundert v. Chr. und wurde im Laufe ihrer langen Geschichte zu einem bedeutenden Zentrum des Griechentums in Nordthrakien. Auf dem Hügel, auf dem das heutige Dorf liegt, wurden Überreste einer römisch-byzantinischen Siedlung entdeckt. Links der Straße nach Veria findet sich die sogenannte „Toumba“ mit Ruinen einer antiken Siedlung – dem ehemaligen Sitz des Bischofs von „Kassandreia und Vryon“.

## Kulturelle Veranstaltungen
Das wichtigste religiöse und kulturelle Fest in Sozopoli ist das Fest der Verklärung Christi („Metamorphosis tou Sotiros“) am 6. August. Es umfasst einen Gottesdienst, eine Prozession mit der Ikone sowie ein traditionelles Dorffest mit Speisen, Musik und Tanz und zieht viele Gläubige und Besucher an. Am selben Tag wird auch das Sardinenfest gefeiert.

## Wirtschaft
Die Wirtschaft von Sozopoli basiert hauptsächlich auf Tourismus, Bauwesen und Immobilien. Der Tourismus trägt wesentlich zur lokalen Wirtschaft bei, wobei viele Einwohner in den Bereichen Beherbergung, Gastronomie und Tourismusdienstleistungen tätig sind. In der Region gibt es eine intensive Bautätigkeit, mit wachsendem Interesse am Kauf und Verkauf von Immobilien. Die Nachfrage nach Ferienhäusern hat zur Entwicklung des Immobilienmarktes geführt, insbesondere für Wohnungen und Grundstücke in Meeresnähe.

## Touristische Sehenswürdigkeiten
Der Strand von Sozopoli ist die wichtigste Sehenswürdigkeit der Region, mit sauberem Wasser und ruhiger Atmosphäre – ideal für Besucher, die Entspannung suchen. Der Strand bietet Möglichkeiten zum Sonnenbaden, Schwimmen und für Wassersportarten wie Jet-Ski und Windsurfen. Ein Spaziergang entlang der Küste offenbart malerische Landschaften und versteckte Buchten. Außerdem besitzt Sozopoli sehenswerte traditionelle Siedlungen. Das Dorf wurde nach der Kleinasiatischen Katastrophe von Flüchtlingen gegründet und bewahrt typische Elemente der Flüchtlingsarchitektur – traditionelle Häuser und enge Gassen schaffen eine authentische Atmosphäre für Besucher.

## Verkehr
Das KTEL Chalkidiki betreibt regelmäßige Busverbindungen zwischen Thessaloniki und Sozopoli. Die Busse fahren vom Überlandbusbahnhof Chalkidiki ab, der sich am 9. Kilometer der Nationalstraße Thessaloniki – Nea Moudania befindet. Vom Stadtzentrum Thessalonikis gelangt man mit den Stadtbussen der OASTH (Linien 36, 45, 45A und 04A) zum KTEL Chalkidiki.